# Croke Park
Croke Park (en irlandés: Páirc an Chrócaigh) es un estadio multiusos de Dublín y sede de la Asociación Atlética Gaélica, la organización deportiva más grande de Irlanda. El estadio se encuentra en el centro de Dublín y tiene capacidad para más de 82.300 espectadores, lo que convierte al recinto en el estadio más grande de Irlanda y el undécimo de Europa. El estadio sirve para la práctica de deportes como el fútbol gaélico y el hurling.
La Asociación Atlética se negó a realizar partidos de fútbol y rugby en Croke Park durante décadas, por ser deportes de origen británico. Cuando el Lansdowne Road se demolió y reconstruyó para convertirse en el Estadio Aviva, la institución permitió que se usara el estadio entre 2007 y 2010 para dichos deportes.

## Domingo Sangriento
En este recinto tuvo lugar en el año 1920 una masacre llamada Domingo Sangriento en un partido de fútbol gaélico debido al ataque del ejército británico que ametralló al público y a los jugadores que ocupaban el estadio.

## Conciertos
Croke Park ha albergado numerosos conciertos desde la década de 1990, entre ellos de Oasis, AC/DC, Tina Turner, Elton John, U2, Bon Jovi, Robbie Williams, Celine Dion, Red Hot Chili Peppers, Take That, Westlife, One Direction, Beyoncé, Coldplay y recientemente Taylor Swift con Taylor Swift's Reputation Stadium Tour en 2018.